# 7-Spiroindaniloksimorfon
7-Spiroindaniloksimorfon (SIOM) je lek koji se koristi u naučnim istraživanjima. On je selektivni δ-opioidni agonist.

## Spoljašnje veze
|  | Molimo Vas, obratite pažnju na važno upozorenje u vezi sa temama iz oblasti medicine (zdravlja). |